# Qiongthela
Genre

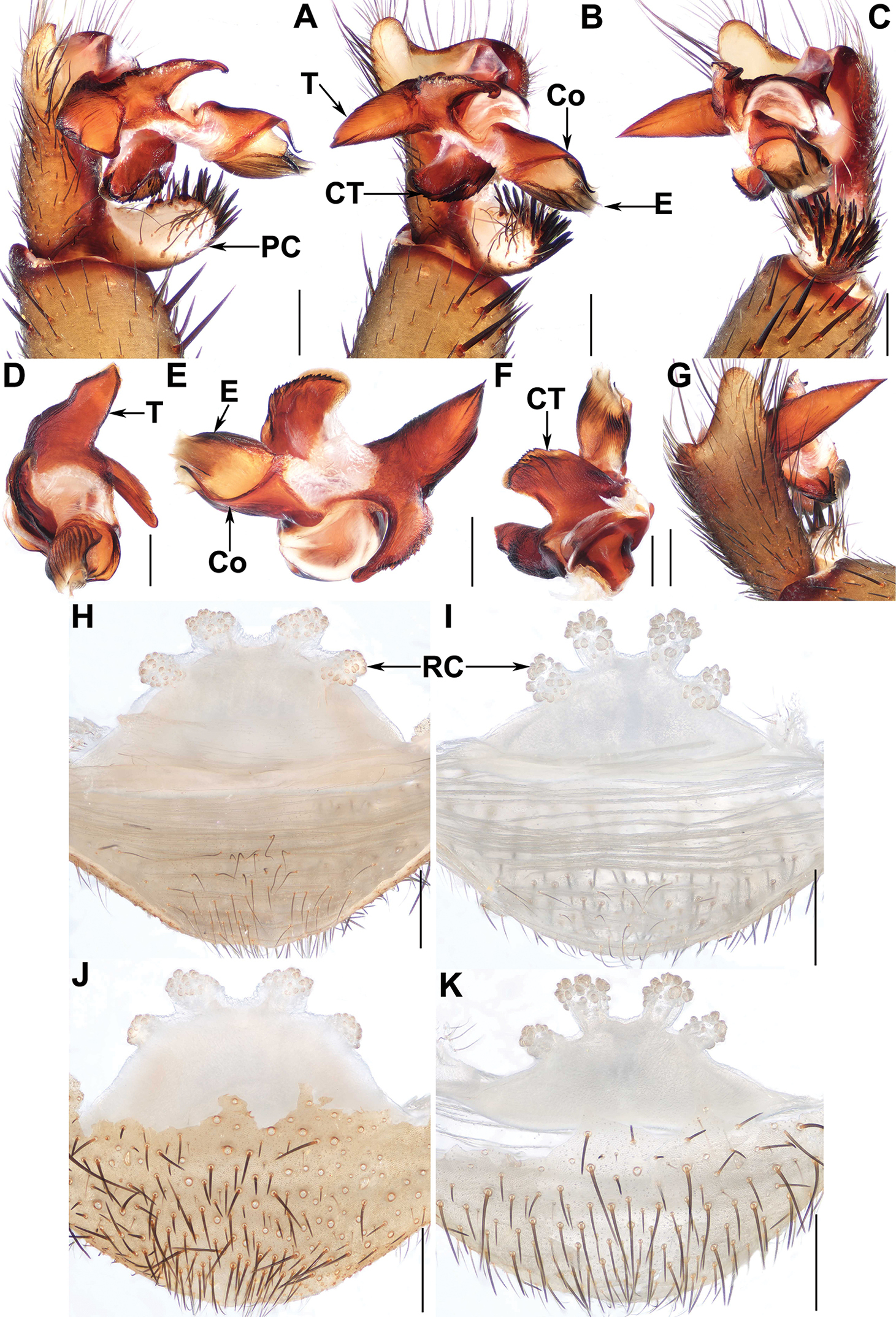
Anatomie génitale masculine et féminine de Qiongthela dongfang sp. nov.

Qiongthela est un genre d'araignées mésothèles de la famille des Liphistiidae.

## Distribution
Les espèces de ce genre se rencontrent en Chine à Hainan et au Viêt Nam,.

## Liste des espèces
Selon World Spider Catalog (version 25.0, 19/06/2024) :
- Qiongthela australis (Ono, 2002)
- Qiongthela baishensis Xu, 2015
- Qiongthela baoting Yu, Liu, Zhang, Wang, Li & Xu, 2020
- Qiongthela bawang Xu, Liu, Kuntner & Li, 2017
- Qiongthela dongfang Yu, Liu, Zhang, Li & Xu, 2021
- Qiongthela jianfeng Xu, Liu, Kuntner & Li, 2017
- Qiongthela nankai Yu, Liu, Zhang, Li & Xu, 2021
- Qiongthela nui (Schwendinger & Ono, 2011)
- Qiongthela qiongzhong Yu, Liu, Zhang, Wang, Li & Xu, 2020
- Qiongthela sanya Yu, Liu, Zhang, Wang, Li & Xu, 2020
- Qiongthela wuzhi Xu, Liu, Kuntner & Li, 2017
- Qiongthela yalin Yu, Liu, Zhang, Li & Xu, 2021
- Qiongthela yinae Xu, Liu, Kuntner & Li, 2017
- Qiongthela yinggezui Yu, Liu, Zhang, Wang, Li & Xu, 2020

## Systématique et taxinomie
Ce genre a été décrit par Xu et Kuntner en 2015 dans les Liphistiidae. Il est placé dans les Heptathelidae par Li en 2022 puis dans les Liphistiidae par Sivayyapram, Kunsete, Xu, Smith, Traiyasut, Deowanish, Li et Warrit en 2024.

## Publication originale
- Xu, Liu, Chen, Ono, Li & Kuntner, 2015 : « A genus-level taxonomic review of primitively segmented spiders (Mesothelae, Liphistiidae). » ZooKeys, no 488, p. 121-151 (texte intégral).